# Brinn Bevan
Brinn Bevan (Southend-on-Sea, Inglaterra, 16 de junio de 1997) es un gimnasta artístico británico, subcampeón del mundo en 2015 en el concurso por equipos.

## 2015
Subampeón del mundo junto con su equipo en el Mundial de Glasgow 2015. Reino Unido quedó por detrás de Japón (oro) y delante de China (plata); sus cinco compañeros de equipo fueron: Daniel Purvis, Louis Smith, Kristian Thomas, Max Whitlock, James Hall y Nile Wilson.